# Tamil Rahani
Tamil Rahani est un personnage de fiction de la série littéraire James Bond créé par John Gardner. Il apparaît dans deux romans : Une question d'honneur et Nobody Lives For Ever.

## Biographie dans le premier roman
Tamil Rahani est un américain d'origine libanaise. Il dirige une entreprise appelée Rahani Electronics. Il gère aussi Erewhon, un camp d'entraînement terroriste, avec son bras droit Simon. Il a une liaison avec Dazzle, la deuxième femme de son associé Holy. Bond découvre qu'il dirige en fait le SPECTRE, ayant repris le flambeau d'Ernst Stavro Blofeld et de sa fille Nena, décédés. Les deux hommes s'affronteront en combat singulier mais Tahani, vaincu et voyant son projet anéanti, s'enfuiera en parachute.

## Biographie dans le deuxième roman
Le deuxième roman fait immédiatement suite au premier. On apprend que Tahani a survécu, mais pas indemne : en effet, de son parachute, il a mal atterri et sa colonne vertébrale a été atteinte, causant un mal mortel à longue échéance. Durant le peu de temps qui lui reste à vivre, Tahani met à prix la tête de Bond, ce qui fait que 007 sera poursuivi par des traîtres du MI6, des policiers corrompus et des agents du SPECTRE déguisés. Bond remontera jusqu'à Tahani et le tuera en plaçant des explosifs sur le mécanisme de son lit.